# Kristina Höök
Kristina Elisabeth Petronella Höök Janson, även känd som Kia Höök, född 29 maj 1964 i Lidingö församling, är en svensk datavetare specialiserad på människa–datorinteraktion och känd för sitt arbete inom somestetik. Hon är professor i interaktionsdesign vid Kungliga Tekniska högskolan.

## Utbildning och karriär
Höök tog kandidatexamen 1987 vid Uppsala universitet, tog doktorsexamen 1996 vid Stockholms universitet och blev docent 2002 vid Stockholms universitet.
Hon har varit forskare för forskningsinstitutet Rise sedan 1990 och blev professor vid Stockholms universitet 2003. Hon flyttade till KTH 2012.

## Böcker
Höök är författare till boken Designing with the Body: Somaesthetic Interaction Design, utgiven 2018 av MIT Press.
Hennes vetenskapliga texter inkluderar Designing Information Spaces: The Social Navigation Approach (med David Benyon och Alan J. Munro, Springer, 2003) och Social Navigation of Information Space (med Munro och Benyon, Springer, 1999).

## Erkännande
Höök var tilldelades ERCIM Cor Baayen Award 1997. Hon valdes in 2005 i Kungliga Ingenjörsvetenskapsakademien och 2020 i CHI-akademin.